# Westmalle (cervesa)

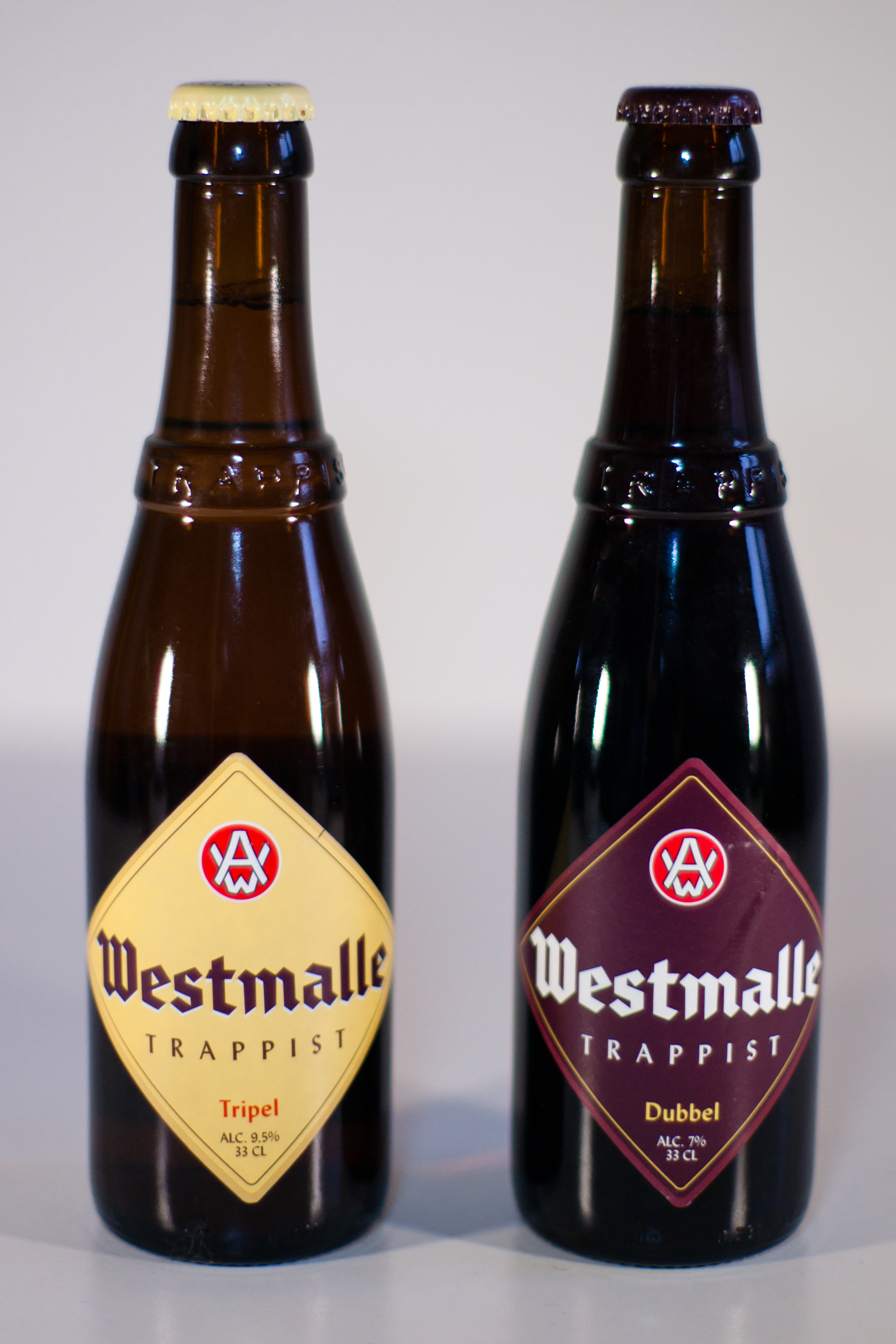
Les dues cerveses Westmalle: Dubbel i Tripel

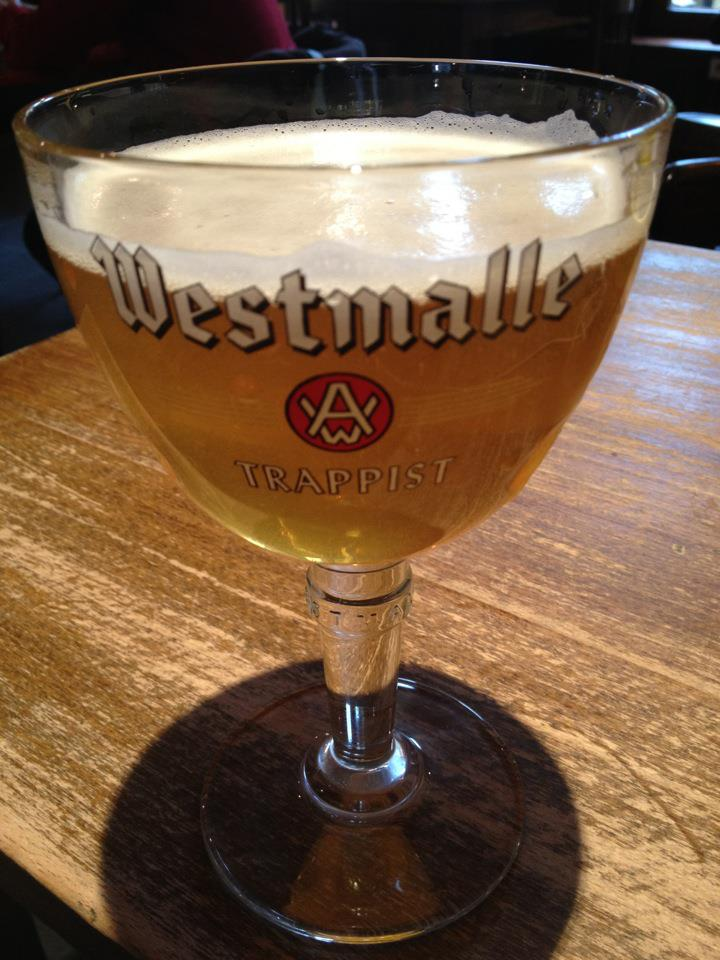
Got de la cervesa Westmalle en forma de calze.

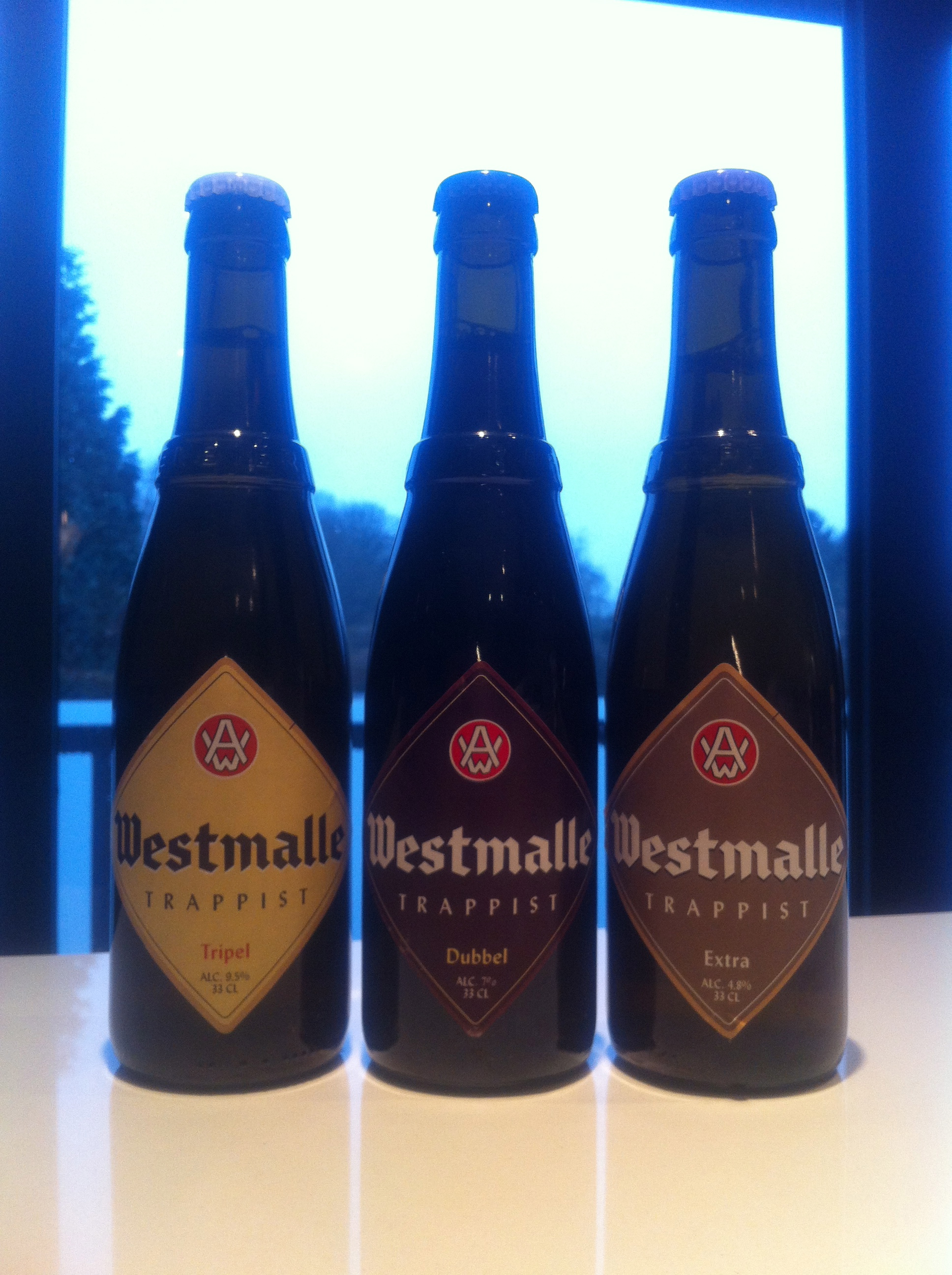
Les tres varietats.

Westmalle és un tipus de cervesa trapista produïda a la Cerveseria Westmalle (Brouwerij der Trappisten van Westmalle) dins dels murs de l'Abadia de Westmalle, a Bèlgica. Produeix tres cerveses, que porten el segell d'Autèntic producte trapista per l'Associació Internacional Trapenca. Westmalle Tripel va ser la primera golden strong pale ale que va emprar el terme tripel.

## Història
L'abadia trapista de Westmalle (oficialment anomenat Abdij Onze-Lieve-Vrouw van het Heilig Hart van Jezus) va ser fundada el 6 de juny de 1794, però la comunitat no va ser elevada al rang d'abadia  fins al 22 d'abril de 1836. Martinus Dom, el primer abat, va decidir que l'abadia havia d'elaborar la seva pròpia cervesa, i la primera cervesa va ser elaborada l'1 d'agost de 1836 i la primera en ser beguda ho fou el 10 de desembre de 1836. Els primers cervesers van ser el pare Bonaventura Hermans i Albericus Kemps. La primera cervesa va ser descrit com lleugera en alcohol i més aviat dolça.
Per l'any 1856, els monjos van afegir una segona cervesa: la primera cervesa forta de color marró. Aquesta cervesa torrada és considerada avui dia com la primera dubel (dubbel, en neerlandès). La dubbel actual es deriva a partir d'una recepta elaborada per primera vegada l'any 1926. Les vendes a nivell local van començar el 1856, i la venda més antiga registrada va tenir lloc l'1 de gener de 1861. La cerveseria es va ampliar i va reconstruir l'any 1865, seguint els models marcats pels trapistes de la localitat de Forges (prop de Chimay). El pare Ignacio van Ham es va unir a l'equip de fabricació de cervesa. La comercialització i venda als distribuïdors va començar l'any 1921. El 1933 es va construir una nova fàbrica de cervesa i l'any 1934 la fàbrica de cervesa elaborava una pale ale forta de 9.5% alc. vol donant-li el nom tripel, la qual cosa es considera el primer ús modern del nom.
La fàbrica de cervesa va ser remodelada l'any 1991. Actualment compta amb una capacitat d'embotellat de 45.000 ampolles per hora, i una producció anual de 120.000 hl (en 2004).
La majoria dels treballadors de la fàbrica de cervesa no són monjos, sinó personal secular de fora del monestir. Hi ha un total de 22 monjos i 40 de personal extern.<

## Productes
La fàbrica produeix tres cerveses:
- Westmalle Dubbel és una dubbel de 7%.

- Westmalle Tripel és una tripel de 9.5%, que va ser elaborada per primera vegada l'any 1934 i la recepta no ha canviat des de 1956. Està feta amb sucre candi i té un color pàl·lid a causa que s'empren malts pilsener de color clar. S'empren llúpols Styrian Goldings juntament amb algunes varietats alemanyes així com el llúpol clàssic Saaz tipus pilsener. Després d'una llarga fermentació secundària Westmalle Tripel és embotellada amb una dosi de sucre i llevat.

- Westmalle Extra és una cervesa de 5% vol. alc. amb disponibilitat limitada, coneguda com a patersbier.[5][6] S'ha especulat que l'elecció de Westmalle de produir tres tipus de cerveses es basa en la Santíssima Trinitat.[7]

L'abadia també produeix llet i formatge.